# Берьен
Берье́н (фр. Berrien) — муниципалитет во Франции, в регионе Бретань, департамент Финистер, округ Шатлолен, кантон Каре-Плугер. Население — 941 человек (2016).
Муниципалитет расположен в 460 км к западу от Парижа, 160 км к западу от Ренна, 55 км северо-восточнее Кемпера.

## Экономика
В 2007 году среди 594 человека в трудоспособном возрасте (15-64 лет) 409 были активные, 185 — неактивные (показатель активности 68,9 %, в 1999 году было 65,0 %). Из 409 активных работали 362 человека (213 мужчин и 149 женщин), безработных было 47 (21 человек и 26 женщин). Среди 185 неактивных 45 человек были учениками или студентами, 76 — пенсионерами, 64 были неактивными по другим причинам.
В 2008 году в муниципалитете числилось 424 налогооблагаемых домохозяйств в которых проживало 888 человек, медиана доходов выносила 15 886 евро на одного особого потребителя.